# Coupe Memorial 1958
Navigation
Édition précédente Édition suivante
La finale de l'édition 1958 de la Coupe Memorial est présentée à l'Auditorium d'Ottawa en Ontario ainsi qu'à l'Aréna de Hull de Hull au Québec et est disputé entre le vainqueur du Trophée George T. Richardson, remis à l'équipe championne de l'est du Canada et le vainqueur de la Coupe Abbott remis au champion de l'ouest du pays.

## Équipes participantes
- Les Canadiens de Hull-Ottawa, équipe indépendante, en tant que champion du Trophée George T. Richardson.
- Les Pats de Regina de la Ligue de hockey junior de la Saskatchewan en tant que vainqueur de la Coupe Abbott.

### Résultats
| Match | Vainqueur                | Résultat | Perdant                  |
| ----- | ------------------------ | -------- | ------------------------ |
| 1     | Pats de Regina           | 4-3      | Canadiens de Hull-Ottawa |
| 2     | Canadiens de Hull-Ottawa | 4-2      | Pats de Regina           |
| 3     | Canadiens de Hull-Ottawa | 6-2      | Pats de Regina           |
| 4     | Pats de Regina           | 4-3 (P)  | Canadiens de Hull-Ottawa |
| 5     | Canadiens de Hull-Ottawa | 6-3      | Pats de Regina           |
| 6     | Canadiens de Hull-Ottawa | 6-1      | Pats de Regina           |

## Effectifs
Voici la liste des joueurs des Canadiens de Hull-Ottawa, équipe championne du tournoi 1958 :
- Entraîneur : Scotty Bowman
- Gardiens : Claude Cyr et Bruce Gamble.
- Défenseurs : Jacques Bégin, Claude Fournel, John Longarini, Bob Olajos, André Tardif et Jean-Claude Tremblay.
- Attaquants : John Annable, Ralph Backstrom, Bob Boucher, Billy Carter, Dick Dawson, Terry Gray, Nick Murray, Claude Richard, Bobby Rousseau, Claude Ruel, Gilles Tremblay et Harold White.